# Port lotniczy Newquay
Newquay Cornwall International Airport (IATA: NQY, ICAO: EGHQ) – lotnisko położone niedaleko Newquay w hrabstwie Kornwalia, Wielka Brytania.

## Linie lotnicze i połączenia
| Linia lotnicza         | Kierunek                                                                         |
| ---------------------- | -------------------------------------------------------------------------------- |
| Aer Lingus             | 1. Belfast-City 2. Dublin                                                        |
| Eastern Airways        | 1. Londyn-Gatwick Sezonowo: 1. Humberside                                        |
| Edelweiss Air          | Sezonowo: 1. Zurych                                                              |
| Eurowings              | Sezonowo: 1. Düsseldorf                                                          |
| Isles of Scilly Skybus | Sezonowo: 1. St Mary’s                                                           |
| Loganair               | 1. / Wyspa Man 2. Manchester Sezonowo: 1. Edynburg 2. Newcastle                  |
| Ryanair                | 1. Alicante 2. Dublin 3. Faro 4. Londyn-Stansted 5. Malaga Sezonowo: 1. Edynburg |
| SAS                    | Sezonowo: 1. Kopenhaga                                                           |